# Макинтош, Сесилия
Сесилия Макинтош (англ. Cecilia McIntosh, 21 июня 1979, Мельбурн) — австралийская бобслеистка, разгоняющая, выступала за сборную Австралии с 2005 года по 2010-й. Участница зимних Олимпийских игр в Ванкувере, неоднократная победительница и призёрша национальных первенств, различных этапов Кубков Америки и Европы. Прежде чем перейти в бобслей, занималась тяжёлой атлетикой, метанием копья, играла в австралийский футбол.

## Биография
Сесилия Макинтош родилась 21 июня 1979 года в городе Мельбурн, штат Виктория, с юных лет увлекалась спортом, ещё в школе занималась лёгкой атлетикой. В 1997 году участвовала в юниорском национальном чемпионате по тяжёлой атлетике и заняла третье место. Затем на профессиональном уровне выступала в метании копья, ездила на Игры Содружества 2002 года в Манчествер и выиграла в этой дисциплине серебряную медаль, показав результат 57,42 м. Однако из-за травмы плеча вскоре вынуждена была уйти из спорта и занялась бизнесом. Спустя несколько лет присоединилась команде Мельбурнского университета по австралийскому футболу, игравшей в Женской футбольной лиги Виктории. В 2007 году в своём первом сезоне вышла на поле 15 раз, сначала была защитницей, но потом перешла в нападение и забила в общей сложности 31 гол. По итогам сезона 2009 года попала в символическую сборную лучших австралийских футболисток.
Помимо всего прочего, в разные годы Макинтош по совету знакомого бобслеиста Шейна Маккензи пробовала себя в качестве разгоняющей в бобслее. Ещё в 2006 году она пыталась попасть в состав олимпийской сборной на Играх в Турине, но тогда ей не удалось это сделать. В 2009 году она предприняла ещё одну попытку и в составе двухместного экипажа рулевой Астрид Лок-Уилкинсон стала ездить на крупные международные старты. Вместе они весьма успешно участвовали в заездах Кубка Северной Америки, выиграли несколько медалей и получили достаточное количество рейтинговых очков для попадания на Олимпиаду 2010 года в Ванкувер, где впоследствии финишировали девятнадцатыми. Из-за высокой конкуренции в команде вскоре после этих соревнований Сесилия Макинтош приняла решение завершить карьеру профессиональной спортсменки, уступив место молодым австралийским разгоняющим.